# Briza monandra
Briza monandra là một loài thực vật có hoa trong họ Hòa thảo. Loài này được (Hack.) Pilg. mô tả khoa học đầu tiên năm 1929.